# Bitte Ulvskog
Brita Christina "Bitte" Ulvskog, gift Lagström, född 9 juni 1951 i Solna, Stockholms län, är en svensk tidigare barnskådespelare. Hon spelade Freddy i Vi på Saltkråkan och andra Saltkråkan-produktioner.

## Filmografi
- 1964 – Vi på Saltkråkan (TV-serie) - Freddy Grankvist
- 1964 – Tjorven, Båtsman och Moses - Freddy Grankvist
- 1965 – Tjorven och Skrållan - Freddy Grankvist